# Lykkens Tumleklode
Lykkens Tumleklode er en dansk folkebog.
Den udkom første Gang 1710 eller muligvis lidt tidligere; emnet, der er beslægtet med William Shakespeares Cymbeline, stammer fra et ungt dansk folkeeventyr Den kostbare Handske . Fra samme ukendte forfatter stammer Ærens Tornevej for en Skytte, navnlig Bryde, en bearbejdelse af eventyret om det hjælpende æsel, og Lykkens flyvende Fane eller en Historie om tre Skrædere.